# Sepultura
Sepultura er et brasiliansk thrash metal-band der blev dannet i 1984. Deres navn betyder "grav" på portugisisk, som de valgte efter Max Cavalera (et tidligere medlem) var ved at oversætte sangteksten fra Motörheads "Dancing on Your Grave."

## Biografi
Sepultura blev stiftet i Belo Horizonte i 1984 af Max Cavalera (rytmeguitar), hans yngre bror   
Igor Cavalera (trommer), Paulo Pinto (bas), Jairo Guedes (leadguitar) og Wagner Lamounier (vokal). Bandmedlemmerne var på denne tid stadig meget unge og stadig i gang med at lære at spille på deres instrumenter. Alligevel udviklede bandet sig hurtigt i undergrunden og efter et år med en del optrædener skrev de kontrakt med Cogumelo Records. I 1985 forlod Lamounier bandet og Max afløste ham som vokalist. Efterfølgende udgav de deres første ep Bestial Devastation der var delt med et andet lokalt band Overdose. 
Indspillet med meget lidt tid og penge i august 1986 blev deres debutalbum Morbid Visions udgivet. Albummet viste et lille fremskridt og indeholdt det første hit "Troops of Doom," der gav dem en smule opmærksomhed fra medierne.
Begge udgivelser anses i dag som tidlige milepæle i etableringen af dødsmetal. Efter Morbid Visions forlod Jairo Guedes bandet til fordel for et andet thrash metal-band og guitarist Andreas Kisser afløste ham. 
Deres andet studiealbum Schizophrenia blev udgivet i 1987. Til forskel fra deres debutalbum var denne udgivelse bedre i både kvalitet og optræden. Udgivelsen førte til en kontrakt med Roadrunner Records.
Med Roadrunner som deres verdensomspændende distributør nåede Sepultura et nyt publikum af metalfans. I 1988 begyndte bandet at indspille deres tredje album i Brasilien og til trods for det lave budget fik de den amerikanske producer Scott Burns til at hjælpe dem. De udgav derved i 1989 deres tredje album Beneath the Remains der blev hyldet som er af de bedste thrash albums i 1980'erne.  
For at støtte udgivelsen blev det fulgt op af deres første internationale turné i Europa og USA. I Europa kom Sepultura til at åbne for det tyske thrash metal-band Sodom og den 31. oktober 1989 ved Ritz i New York åbnede de for King Diamond. På turnéen indspillede bandet også deres første musikvideo til sangen "Inner Self." Som et af de første brasilianske metal-bands med succes i udlandet blev Sepultura en af overskrifterne til den anden udgave af Rock in Rio festivalen. Efter at havde optrådt i Rio de Janeiro spillede bandet et gratis udendørs show i Sao Paulo til en stor fest for at opveje den lange tid hvor de havde været væk fra deres hjemland. Desværre løb tingene løbsk blandt de 40.000 publikummer og en af fan blev myrdet. På grund af tragedien fik Sepultura meget dårlig omtale og kun ved hårde forhandlinger fik bandet lov til at fuldføre alle deres koncerter i Brasilien.
Efter at være flyttet til Phoenix i Arizona tog bandet til Tampas Morrisound Studios med produceren Burns for at indspille endnu et album. Det blev navngivet Arise og udgivet i 1994. Den første single "Dead Embryonic Cells" var et hit og titelsporet gav endnu mere opmærksomhed da den blev bandlyst på MTV på grund af dens religiøse apokalyptiske billede. Den efterfølgende verdensturné ophøjede udgivelsens status til platin. Da Sepultura kom til Holland spillede de på Dynamo Open Air der var deres første store internationale festival. På dette tidspunkt var bandets fanskare begyndt at vokse betydeligt. I juni stod de som overskrifter på en del shows i Storbritannien med Sacred Reich som støtte, bandet spillede også i Australien og Indonesien hvor de nåede op på 100.000 tilskuere på bare to koncerter. Efterfølgende blev albummet Arise tildelt guld. På samme tidspunkt valgte forsangere Max Cavalera at gifte sig med bandets manager Gloria Bujnowski.  

I 1993 udgav bandet deres fjerde album Chaos A.D. som brød ud af den traditionelle thrash metal stil ved at blande groove metal og hardcore punk ind i det. I det instrumentale stykke på sporet "Kaiowas" dukkede endda brasilianske rytmer op. Sangteksterne havde også fået mere fokus på sociale problemer især relateret til Brasilien f.eks. sangen "Manifest" der omhandler Carandiru Massakren fra 1992. Nummeret "Territory" var den første single fra albummet. Videoen til sangen blev indspillet i Israel hvilket var et stort skridt for et brasiliansk metal band. Bandet vandt endda MTVs Video Music Awards for årets bedste video i Brasilien. "Refuse/Resist" blev den anden single der blev placeret som nummer 26 på VH1s 40 Greatest Metal Songs. Efterfølgende udgav de den tredje single "Slave New World" som sammen med de to forrige singler blev udgivet som en hjemmevideo ved navn Third World Chaos. Efter et helt år på turné valgte Sepultura at tage en pause før de begyndte på deres sjette album.  
I 1994 stiftede Max og Igor sammen med Alex Newport fra Fudge Tunnel industrial metal-bandet Nailbomb og udgav efterfølgende albummet Point Blank. Nailbomb spillede et helt liveshow mest med de samme numre fra deres eneste udgivelse. Dette liveshow blev senere udgivet som et album med titlen Proud to commit commercial suicide. Nailbomb spillede også nogle valgte numre live til Sepulturas turné i 1994 med Fudge Tunnel som gæster.
Efter pausen og indspilningerne blev albummet Roots udgivet i 1996. Musikalsk eksperimenterede Sepultura med musikelementer fra brasilianske indfødte, der i blandt Xavantes stammen som bandet opholdte sig med i et par dage til indspilningerne af sangen "Itsari." Musikelementerne fra de indfødte blev blandet med traditionel thrash og en langsommere nedstemt nu metal lyd. Sangene "Roots Bloody Roots", "Attitude" og "Ratamahatta" blev alle udgivet som singler og videoer. Musikvideoen til "Roots Bloody Roots" blev optaget i Salvador og på videoen til "Attitude" optrådte Gracie familien som var skaberne af den brasilianske kamsport Capoeira. "Ratamahatta" blev sunget på portugisisk  og Carlinhos Brown lagde perkussion til nummeret. Videoen vandt i MTVs Video Music Awards Brazil som Best Rock Video (bedste rock video). Det var den eneste Sepultura musikvideo hvor der ikke optrådte nogen mennesker i, kun dukker i en digitalt animeret verden. Bandet har senere udgivet et dobbelt album med titlen The Roots of Sepultura med albummet Roots på den ene CD og en kort musikalsk historie om bandet på den anden. For at støtte albummets udgivelse tog Sepultura på en verdensturné der også inkluderede optræden på forskellige festivaler. En tragedie ramte dog bandet den dag de skulle spille på Doningtons Monsters of Rock festival. De modtog meddelelsen om at en nær ven af bandet, manageren og Maxes stedsøn Dana Wells var død. Så snart det var muligt fløj Max til USA og de tre resterende medlemmer stod tilbage. Trods nyheden valgte bandet alligevel at optræde den dag.    
Sepultura optrådte også til Ozzfest på hovedscenen sammen med Ozzy Osbourne, Slayer, Danzig, Biohazard og Fear Factory.
Lige efter udgivelsen af Roots valgte Sepultura at fyre deres manager Gloria. 
Der gik et rygte om at der var en del spændinger i bandet i den sidste halvdel af 1996 og ved slutningen af turnéen i Storbritannien ved Brixton Academy fortalte bandet Max at de ikke ville forny hendes kontrakt hvilket førte til han forlod dem og efterfølgende dannede Soulfly.En optagelse af Maxes sidste show med bandet blev udgivet som et livealbum med titlen Under A Pale Grey Sky i 2002 af deres tidligere pladeselskab Roadrunner Records imod bandets ønske. 
Efter Maxes afsked optrådte Andreas i en kort periode som vokalist, men da han aldrig havde sunget før ønskede han ikke at fortsætte som sanger. Sepultura begyndte derfor at lede efter en ny forsanger. Masser af sangdemoer blev sendt til Roadrunner Records. Hver af disse fik sendt et bånd, der indeholdt få sange og blev derved bedt om at arbejde på dem, hvilket også inkluderede at skrive sangteksten, inden de skulle møde bandet og aflægge prøve.
Derrick Green fra Cleveland blev efterfølgende valgt som den nye frontmand i bandet. Da Derrick sluttede sig til bandet var de fleste sange til det kommende album Against allerede skrevet og de manglede kun at ligge vokal til. Against blev derved udgivet i 1998 hvor musikerne  Joao Gordo (REZA) og Jason Newsted (Metallica) havde bidraget til albummet.  
Kommercielt var Against ikke nær så succesfuld som de to tidligere udgivelser og blev fulgt op af Nation i 2001. Musikalsk var udgivelserne en del anderledes end de forrige også meget på grund af Maxes afsked med bandet.
Efter indspilningerne af ep'en Revolusongs i 2002 som bestod af coversange udgav bandet albummet Roorback i 2003. Roorback blev taget godt imod og placeret som nummer 17 på Top Independent Albums
I november 2005 blev dobbelt DVDen og dobbelt CDen Live In São Paulo udgivet. Dette var det første officielle livealbum fra bandet. 
Udgivelsen af Live In Sao Paulo mærkede den første indblanding af 'Sepularmy' holdet hvis opgave er at reklamere for bandets musik.
Sepularmy ingen forbindelse til bandets pladeselskab SPV Records og dens medlemmer er udelukket interesserede i at dele bandets musik med så mange så muligt.
Den 14. marts 2006 udgav Sepultura deres album Dante XXI der er baseret på filosoffen Dantes The Divine Comedy.  
All Music Guide omtalte albummet som en af Speulturas bedste udgivelser med vokalisten Derrick Green.
For nylig i et interview udtalte Igor sig at bandet havde besluttet at trække Sepultura navnet tilbage som en afslutning på bandets nuværende turné, men bassisten Paulo Jr. afviste dog Igors udtalelse.
I et interview med Revolver Magazine oplyste Max Cavalera at han og hans bror Igor ville genforenes med de originale bandmedlemmer. Der gik også rygter om at de ville spille til Ozzfest i 2007. Andreas Kisser oplyste dog i et interview at der ikke ville blive nogen genforening i 2007.
Andreas oplyste for nylig i et andet interview at de planlagde et nyt album der skulle udgives i 2008 hvilket er det første uden noget Cavalera-medlem.

## Sepularmy
Sepularmy blev grundlagt i 2005 af Sepulturafans der ville hjælpe med at fremme bandet. Før i tiden havde bandet fået meget lidt reklame gennem de forskellige pladeselskaber. 
Deres mål er at sprede viden om Sepultura og fremme bandet på forskellige måder. Metoderne inkludere flyveblade som fans kan udskrive og fordele ved lokale mødesteder, musikforretninger og indlægge på internet forummer for at nå potentielle fans.
Sepularmy koncentrerer sig på nuværende tidspunkt om at fremme det nye album Dante XXI.

## Medlemmer

### Nuværende medlemmer
- Derrick Green – Vokal/guitar (1997 – )
- Andreas Kisser – Guitar (1987 – )
- Paulo Jr. – Bas (1985 – )
- Eloy Casagrande – Trommer, percussion (2011–present)

### Tidligere medlemmer
- Wagner Lamounier – Vokal (1984)
- Max Cavalera – Vokal/guitar (1984-1996)
- Igor Cavalera – Trommer (1984 – 2006)
- Jairo Guedz – Guitar (1985 – 1987)
- Roberto Raffan – bass (1984–1985)
- Beto Pinga –Trommer  (1984)
- Roberto UFO – rhythm guitar (1984)
- Julio Cesar Vieira Franco – rhythm guitar (1985)
- Jean Dolabella –Trommer , percussion (2006–2011)

Touring medlemmer
- Silvio Golfetti – lead guitar (1991)
- Guilherme Martin –Trommer  (2005)
- Roy Mayorga – Trommer, percussion (2006)
- Amilcar Christófaro –Trommer , percussion (2011)
- Kevin Foley –Trommer , percussion (2013)

## Diskografi

### Studiealbum
| År   | Titel                                                     | Pladeselskab       | Noter |
| 1986 | Morbid Visions                                            | Cogumelo Records   | Kvalitetsforbedret version af Roadrunner Records - 1990. |
| 1987 | Schizophrenia                                             | Cogumelo Records   | Kvalitetsforbedret af Roadrunner Records i 1990. Første album med den nuværende guitarist Andreas Kisser.                                                   |
| 1989 | Beneath the Remains                                       | Roadrunner Records | Anses som deres første Magnum Opus. - |
| 1991 | Arise                                                     | Roadrunner Records | Arise tildelt guld. |
| 1993 | Chaos A.D.                                                | Roadrunner Records | Tildelt guld, indeholder elementer fra groove metal og hardcore punk. Sangteksterne havde fået mere fokus på sociale problemer.                             |
| 1996 | Roots                                                     | Roadrunner Records | Tildelt guld, eksperimentering med musik fra indfødte brasilianere og indeholder også indflydelse fra nu metal som langsommere tempo og nedstemte guitarer. |
| 1998 | Against                                                   | Roadrunner Records | Første album uden Max, Derrick Green afløser ham som vokalist.                                                                                              |
| 2001 | Nation                                                    | Roadrunner Records | Sidste album med Roadrunner Records. |
| 2003 | Roorback                                                  | SPV Records        | Første album med SPV. |
| 2006 | Dante XXI                                                 | SPV Records        | Sidste album med en Cavalera og deres første koncept album baseret på filosoffen Dantes Divine Comedy. Anses for at være det bedste album Derrick Green.    |
| 2009 | A-Lex                                                     |                    | |
| 2011 | Kairos                                                    |                    | |
| 2013 | The Mediator Between the Head and Hands Must Be the Heart |                    | |
| 2017 | Machine Messiah                                           |                    | |
| 2020 | Quadra                                                    |                    | |